# Gilbert Clements
Gilbert Ralph Clements, O.PEI (* 11. September 1928 in Victoria Cross, Prince Edward Island; † 27. November 2012 in Montague, Prince Edward Island) war ein kanadischer Politiker. Von 1995 bis 2001 war er Vizegouverneur der Provinz Prince Edward Island.

## Kurzbiografie
Clements besaß ein Handelsunternehmen für Haushaltsgeräte, später war er als Immobilienmakler tätig. Nach mehreren Jahren Lokalpolitik kandidierte er 1970 als Mitglied der Prince Edward Island Liberal Party mit Erfolg bei den Wahlen zur Legislativversammlung. Daraufhin gelang ihm sechsmal in Folge die Wiederwahl. Clements hatte mehrere Ministerposten inne: In der Regierung von Alex Campbell war er von 1974 bis 1978 Minister für Gemeinden, Umwelt und Tourismus, unter Joe Ghiz von 1986 bis 1989 Finanz- und Kulturminister sowie von 1989 bis 1993 Finanz- und Umweltminister. Im Jahr 1981 hatte er interimistisch den Parteivorsitz inne und war somit Oppositionsführer. Generalgouverneur Roméo LeBlanc vereidigte Clements am 28. Mai 1995 als Vizegouverneur von Prince Edward Island. Dieses repräsentative Amt übte er bis 8. Mai 2001 aus.